# Casa de l'Assegurada
La Casa de l'Assegurada és un edifici de la ciutat d'Alacant, al País Valencià. Està ubicat a la plaça de Santa Maria. Té la consideració de ser l'edifici civil més antic que es conserva a la capital de l'Alacantí. Actualment forma part del Museu d'Art Contemporani d'Alacant.

## Història
D'estil barroc valencià, la Casa de l'Assegurada data de l'any 1685. Es va alçar amb la finalitat de pòsit i magatzem de gra i de farina, per a tindre'n en cas d'èpoques de carestia. Era un edifici de caràcter municipal, sota el comandament del Consell de la vila. Precisament, la seua denominació com a senyal d'assegurar la distribució d'aquests aliments, segons apunten l'historiador Fernando Gil Sánchez i el cronista oficial Enrique Cerdán Tato. Màrius Bevià apunta que s'alça sobre el solar dels antics banys islàmics, un lloc, a més a més, en l'indret més defensable de la vila, enmig dels dos anells de muralles, del mar i la Porta Ferrissa, cosa que apunta la importància de la seua construcció.
Va servir com a dipòsit de cereal i farina per a Alacant (i a vegades, també per a les veïnes Mutxamel i Sant Joan d'Alacant) fins a l'any 1843. Abans, però, durant la Guerra del Francés, va ocupar-se com magatzem militar i presó. A mitjans del segle xix, després d'una reforma a càrrec de l'arquitecte Emili Jover, amb un pressupost de 3.589 reials de velló, es va transformar en una escola per a les classes altes alacantines, així com una escola comercial, la qual esdevindria oficial cap al 1887.
A més, també es va emprar com a arxiu notarial. Va caure en un estat de deteriorament durant la II República, la Guerra Civil i la postguerra, tot mantenint-se per les puntuals actuacions del consistori de la ciutat. Cap als anys 70, la Casa de l'Assegurada va atraure a artistes, especialment el pintor Eusebi Sempere, qui va inaugurar-la, el 1977, com a museu d'art. Ja consolidat amb finalitats culturals, a les primeries del segle xxi es va escometre una nova reforma, la qual va donar peu al Museu d'Art Contemporani d'Alacant.

## L'edifici
La característica més destaca de la Casa de l'Assegurada és que el seu interior es va idear com a espai ampli i diàfan, més versàtil que una llar, atès la seua finalitat d'emmagatzematge. Aquesta qualitat ha permès el seu reaprofitament al llarg del temps.
Compta amb tres plantes, amb els quatre pilars principals al centre i l'escala principal al fons, sense murs de càrrega. Manca de decoracions, tot ressaltant l'entrada amb pòrtic d'estil dòric i sobre el qual es va col·locar una làpida commemorativa.